# 유령 (희곡)

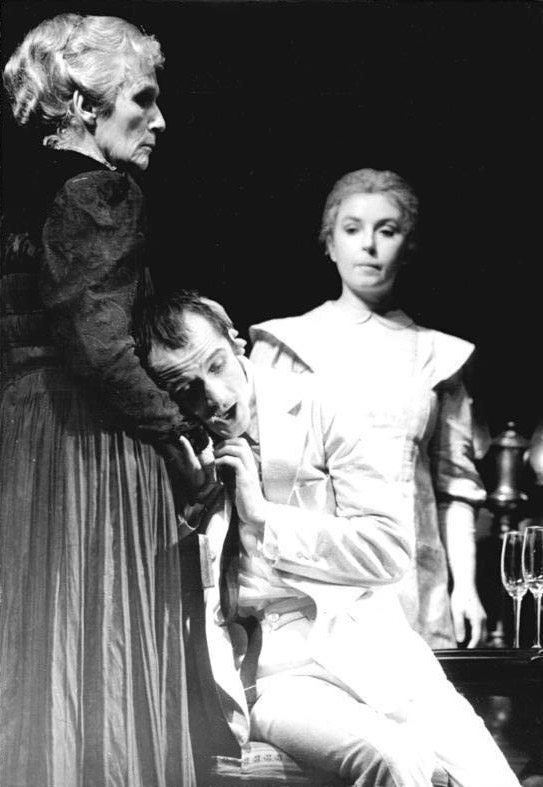
1983년 베를린에서 공연된 《유령》에는 잉게 켈러, 울리히 뮈에, 시모네 폰 츨리니키가 출연했다.

《유령》(덴마크어: Gengangere)은 노르웨이의 극작가 헨리크 입센의 희곡이다. 덴마크어로 쓰여 1881년에 출간되었으며, 1882년 미국 일리노이주 시카고에서 덴마크어로 초연되었다.
입센의 많은 작품과 마찬가지로 《유령》은 19세기의 도덕성에 대한 신랄한 비평이다. 종교, 성병, 근친상간, 안락사 등의 주제를 다루었기에 즉각적으로 강한 논란과 부정적인 비평을 불러일으켰다.
이후 이 작품은 역사적으로 "막대한 중요성"을 지닌 "위대한 작품"으로 평가받게 되었다. 연극 평론가 모리스 발렌시는 1963년에 "현대 비극의 관점에서 볼 때 《유령》은 새로운 방향을 제시한다.... 전통적인 비극은 주로 도덕률을 어긴 것의 불행한 결과를 다뤘다. 반면 《유령》은 도덕률을 어기지 않은 것의 결과를 다룬다."라고 썼다.
입센은 영어 번역가 윌리엄 아처가 작품 제목을 "Ghosts"(유령들)로 번역한 것을 탐탁지 않게 여겼다. 덴마크어나 노르웨이어의 Gengangere는 문자 그대로 "돌아오는 자들"을 의미하는 "The Revenants"로 번역하는 것이 더 정확하기 때문이다.

## 등장인물
- 헬렌 알빙 부인, 과부
- 오스발트 알빙, 그의 아들, 화가
- 만데르스 목사, 헬렌 알빙의 오랜 친구
- 야콥 엥스트란, 목수
- 레기나 엥스트란, 알빙 부인의 하녀이자 야콥 엥스트란의 딸로 알려져 있으나, 사실은 고인이 된 알빙 선장의 사생아이다

## 줄거리
헬렌 알빙은 고인이 된 남편 알빙 선장을 기리며 건립한 고아원의 봉헌식을 앞두고 있다. 알빙 부인은 남편의 외도에도 불구하고, 아들 오스발트를 스캔들의 오명으로부터 보호하고 사회적 따돌림을 피하고자 남편 곁을 지켰다.
극이 전개되면서 그는 부패한 아버지의 영향을 피하고자 멀리 보냈던 아들 오스발트가 매독을 앓고 있다는 사실을 알게 된다. 그는 오스발트가 이 병을 아버지로부터 유전받았다고 믿는다. 또한 그는 오스발트가 하녀 레기나 엥스트란과 사랑에 빠졌다는 것을 알게 되는데, 레기나는 알빙 선장의 사생아이자 오스발트의 이복동생임이 밝혀진다.
부차적인 줄거리로는 목수 야콥 엥스트란에 관한 이야기가 있다. 그는 레기나의 어머니가 이미 임신한 상태일 때 그녀와 결혼했다. 그는 레기나를 자신의 친딸로 여긴다. 그는 알빙 선장이 레기나의 아버지라는 사실을 모르거나, 모르는 척한다. 최근 알빙 부인의 고아원 건축을 마친 엥스트란은 선원들을 위한 숙소를 열고 싶다는 포부를 밝힌다. 그는 레기나에게 알빙 부인을 떠나 숙소 운영을 도와달라고 설득하지만, 레기나는 거절한다. 고아원 개원식 전날 밤, 엥스트란은 만데르스 목사에게 그곳에서 기도회를 열어달라고 부탁한다. 그날 밤 늦게 고아원이 불에 타버린다. 이전에 만데르스는 알빙 부인에게 고아원 보험에 들지 말라고 설득했는데, 보험에 든다는 것은 신의 섭리를 불신하는 것을 의미한다고 여겼기 때문이다. 엥스트란은 화재가 만데르스가 촛불을 부주의하게 다룬 탓이라고 말하며 자신이 책임지겠다고 제안하고, 만데르스는 이를 흔쾌히 받아들인다. 만데르스는 이에 대한 보답으로 엥스트란의 숙소 사업을 지원하기로 한다.
레기나와 오스발트의 형제 관계가 밝혀지자 레기나는 떠나가고, 오스발트는 괴로워한다. 그는 어머니에게 치명적인 양의 모르핀을 투여해 매독 말기를 피하게 해달라고 부탁한다. 어머니는 필요한 경우에만 그렇게 하겠다고 약속한다. 극은 알빙 부인이 아들의 소원대로 안락사를 시켜야 할지 말아야 할지 결단을 내려야 하는 상황에서 끝을 맺는다.

## 창작 배경
다른 작품들과 마찬가지로 헨리크 입센은 《유령》을 당시 덴마크와 노르웨이의 공통 문어였던 덴마크어로 썼다. 덴마크어와 노르웨이어로 된 원제 Gengangere는 문자 그대로 "다시 걷는 자들", "돌아오는 자들", 또는 "망령들"로 번역할 수 있다. 이는 영어 제목 《유령》이 담아내지 못하는 "유령"과 "되풀이되는 사건들"이라는 이중적 의미를 지니고 있다.
입센은 1881년 가을 동안 《유령》을 집필했으며 그해 12월에 출간했다. 그가 로마에 살고 있던 1880년 11월 무렵에 이미 《인형의 집》의 후속작에 대해 구상하고 있었다. 1881년 여름 소렌토로 갔을 때 그는 이 작품에 매진하고 있었다. 1881년 11월 말에 작품을 완성했으며 1881년 12월 13일 코펜하겐에서 출간했다.

## 공연과 반응

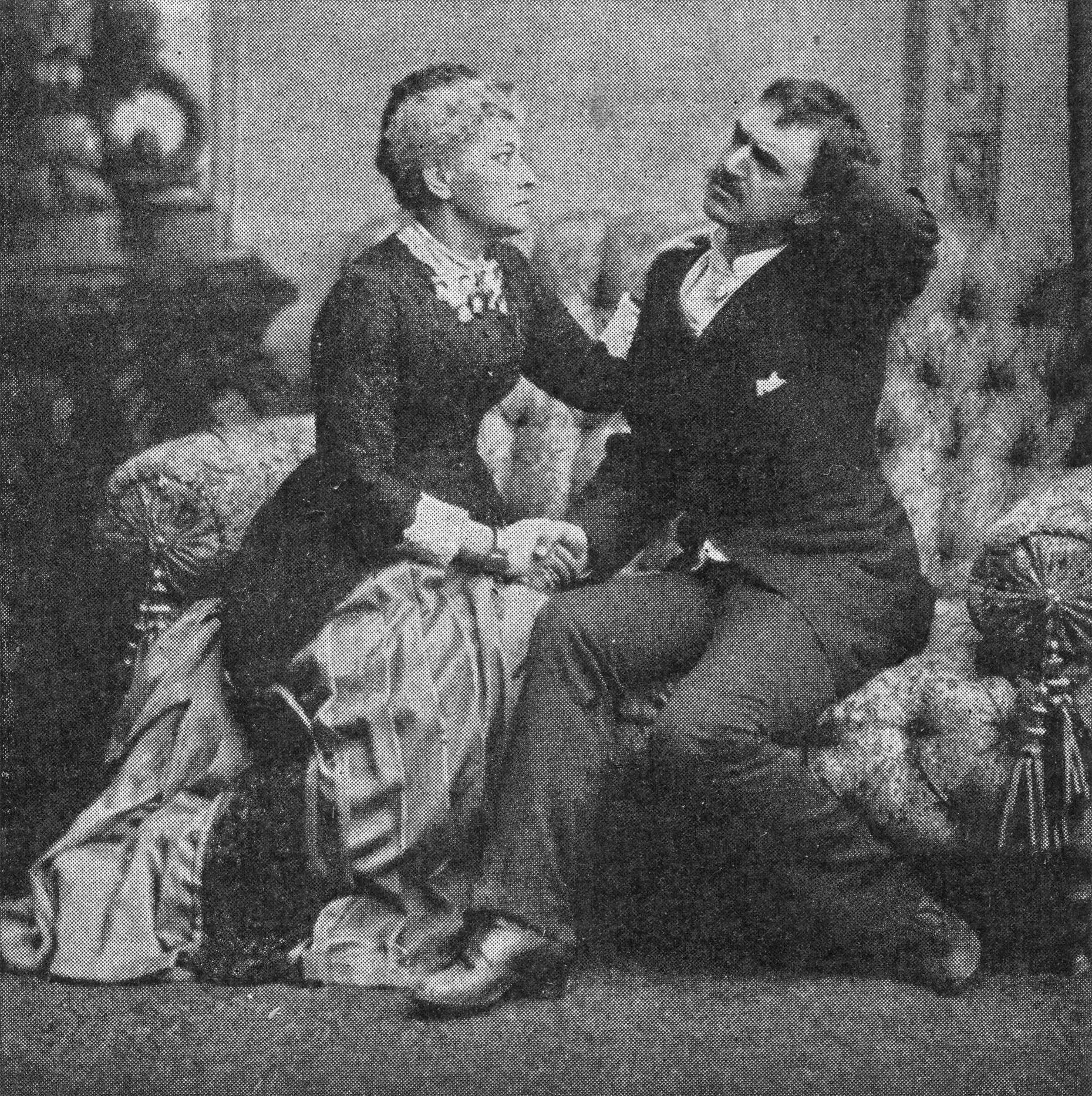
1883년 스웨덴 공연에서는 샤를로타 로-빈테리엘름이 알빙 부인 역을, 아우구스트 린드베리가 오스발트 역을 맡았다.

### 대본에 대한 반응
《유령》은 1881년 12월 13일 코펜하겐에서 10,000부가 발행되었다. 희곡은 격렬한 대중의 항의를 불러일으켰고, 10,000부의 대부분이 팔리지 않아 입센에게 재정적으로 큰 타격을 주었다. 이후 1894년이 되어서야 재판이 발행되었다.
이 작품은 처음에 코펜하겐의 왕립 극장, 스톡홀름의 니아 테아테른과 드라마텐, 크리스티아니아 극장 등 여러 북유럽 극장에 보내졌으나, 모두에게 거절당했다. 1880년대 초반에는 노르웨이를 포함한 유럽의 주요 극장들이 대체로 이 작품의 공연을 거부했다.
대본이 출간되었을 때, 입센의 동시대인들은 이 작품이 충격적이고 외설적이라고 여겼으며, 성병이라는 금기시된 주제를 노골적으로 다룬 것을 못마땅해했다. 당시에는 성병을 언급하는 것만으로도 스캔들이었으며, 사회의 도덕적 이상을 따르는 사람이 자신의 남편으로 인해 위험에 처할 수 있다는 것을 보여주는 것은 용납할 수 없는 일로 여겨졌다. 리처드 아이어에 따르면, "종교에 대한 공격, 자유연애의 옹호, 근친상간과 매독의 언급에 대한 분노의 항의가 빗발쳤다."

### 초연과 19세기의 후속 공연
《유령》은 1882년 5월 미국 시카고의 오로라 터너 홀에서 덴마크-노르웨이 배우들이 스칸디나비아 이민자들을 위해 덴마크어로 공연하며 초연되었다.
스웨덴에서의 첫 공연은 1883년 8월 22일 헬싱보리에서 이루어졌다.
《유령》은 1883년 10월 노르웨이에서 공연되었으며, 좋은 평가를 받았다.
1889년 9월에는 베를린의 디 프라이에 뷔네에서 독립적으로 공연되었다.
이 작품은 1891년 3월 13일 런던의 로열티 극장에서 단 한 번의 사설 공연으로 영어 초연을 가졌다. 사생아와 성병이라는 주제 때문에 대법관 사무소의 검열 문제가 있었는데, 이를 피하기 위해 회원제로 운영되는 독립 극장 협회가 결성되어 작품을 제작했다. 회원들 중에는 극작가 조지 버나드 쇼와 작가 토머스 하디, 헨리 제임스가 있었다. 이 작품은 언론의 혹평을 받았다. 당시의 전형적인 평론 중 하나로, 《데일리 텔레그래프》는 이를 "입센의 실로 혐오스러운 작품 《유령》.... 열린 하수구: 붕대를 풀어헤친 역겨운 상처; 공개적으로 자행된 더러운 행위.... 모든 문과 창문이 열린 나병원... 극도로 추악하고, 거의 썩어 문드러진 듯한 외설.... 문학적 오물.... 구역질나는 것"이라고 표현했다.
1898년 입센이 스웨덴-노르웨이 연합 왕국의 오스카르 2세를 알현했을 때, 입센을 위한 만찬에서 왕은 입센에게 《유령》이 좋은 작품이 아니라고 말했다. 잠시 후 입센은 폭발하듯 "폐하, 저는 《유령》을 '써야만' 했습니다!"라고 외쳤다.
《유령》의 뉴욕 초연이자 미국 내 영어 초연은 1894년 1월 5일 브로드웨이의 버클리 라이시엄 극장에서 이루어졌다. 1899년에는 뉴욕 인디펜던트 시어터에서 메리 쇼가 알빙 부인 역을 맡아 다시 공연되었다.
러시아 배우 알라 나지모바는 파벨 오를레네프와 함께 1895-96년 로어이스트사이드의 작은 방에서 주목할 만한 《유령》 공연을 선보였다. 나지모바가 러시아에서 학생이었을 때, 그는 "모스크바 연극학교 졸업 작품으로 레기나 역할을 하고 싶었지만, 허락받지 못했다. 《유령》은 당시 교회를 비판한다는 이유로 검열에 의해 금지되어 있었다."고 회고했다.

### 20세기와 21세기의 공연

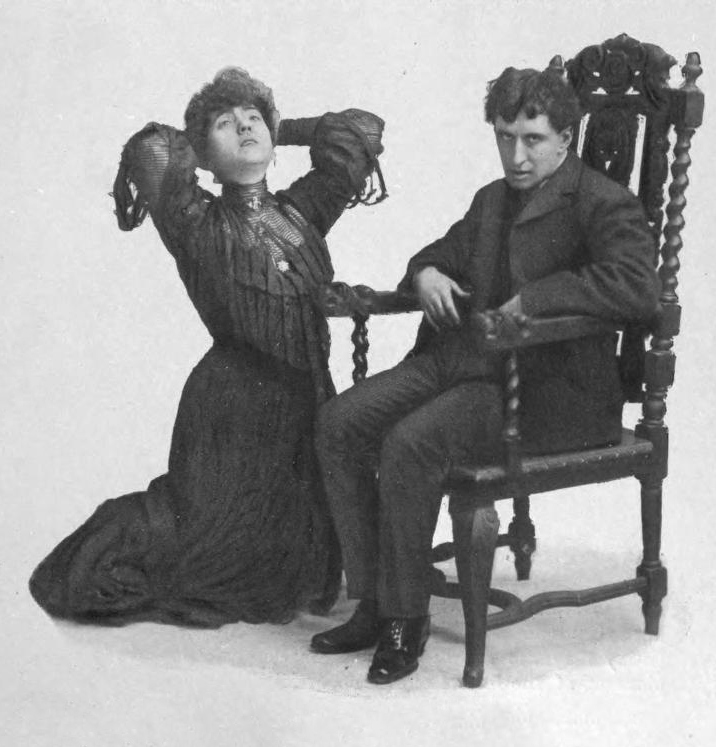
1903년 브로드웨이 공연에는 메리 쇼와 프레더릭 루이스가 출연했다.

이 작품은 이후 여러 유럽 공연이 이어졌다. 1906년 베를린 공연에서는 노르웨이 화가 에드바르 뭉크가 무대 디자인을 의뢰받았다.
1962년 5월 4일에는 멕시코시티의 살라 쇼팽 극장에서 멕시코 배우이자 할리우드 스타인 돌로레스 델리오가 알빙 부인 역을 맡아 공연했다.
《유령》의 브로드웨이 리바이벌 공연은 1982년 8월 30일부터 10월 2일까지 뉴욕시의 브룩스 앳킨슨 극장에서 공연되었으며, 케빈 스페이시가 브로드웨이 데뷔작으로 오스발트 역을 맡았다. 출연진으로는 에드워드 빈스, 연출을 맡기도 한 존 네빌(만데르스 목사 역), 리브 울만(알빙 부인 역), 제인 머레이(레기나 역)가 있었다. 이 공연은 원래 1982년 7월 19일 워싱턴 케네디 센터의 아이젠하워 극장에서 시작되었다.
영국 순회공연은 1906년 베를린 공연을 위한 에드바르 뭉크의 원래 무대 디자인에서 영감을 받아 사이먼 히글렛이 디자인했으며, 2013년 9월 19일 영국 킹스턴의 로즈 극장에서 공연을 시작해 9월 25일 공식 개막했다. 스티븐 언윈이 연출을 맡았고, 출연진으로는 패트릭 드루리(만데르스 목사 역), 플로렌스 홀(레기나 역), 켈리 헌터(알빙 부인 역), 마크 쿼틀리(오스발트 역)가 있었다.
수상 경력이 있는 2013-14년 런던 공연은 2013년 9월 26일 알메이다 극장에서 시작되어 12월 9일 웨스트엔드의 트라팔가 스튜디오로 자리를 옮겨 2014년 3월 22일까지 공연되었다. 리처드 아이어가 각색과 연출을 맡았으며, 레슬리 맨빌, 잭 로든, 윌 킨, 샬린 맥케나, 브라이언 맥카디가 출연했다. 맨빌과 로든은 연기상으로 올리비에 상을 수상했다. 맨빌은 또한 비평가협회 연극상 여우주연상을, 로든은 이안 찰슨 상을 수상했다. 아이어는 이브닝 스탠더드 상 최우수 연출상을 수상했다. 이 공연은 또한 올리비에 상 최우수 리바이벌상을 수상했으며, 최우수 연출상과 최우수 조명 디자인상 후보에 올랐다. 2014년 2월에 촬영된 공연 실황은 2014년 6월 26일 영국과 아일랜드의 275개 이상의 영화관에서 상영되었다. 전체 공연 실황은 온라인으로도 볼 수 있다. 이 공연은 또한 연출가 리처드 아이어에 의해 라디오 극으로 각색되어 2013년 12월 15일 BBC 라디오 3에서 방송되었으며 2015년 4월 26일에 재방송되었다. 아이어의 공연은 2015년 봄 브루클린 음악원에서 공연되었는데, 《뉴욕 타임스》의 벤 브랜틀리는 이를 "아마도 당신이 볼 수 있는 최고의 《유령》 공연일 것"이라고 평했다.
2014년에는 입센 인터내셔널의 의뢰로 중국 뉴웨이브 연극 운동을 시작한 왕충이 연출을 맡아 《유령 2.0》이라는 제목의 중국-노르웨이 합작 공연이 베이징에서 제작되었다. 이 멀티미디어 공연은 무대에 4대의 카메라를 설치해 관객들에게 다양한 시점을 제공했다.

## 영화와 텔레비전

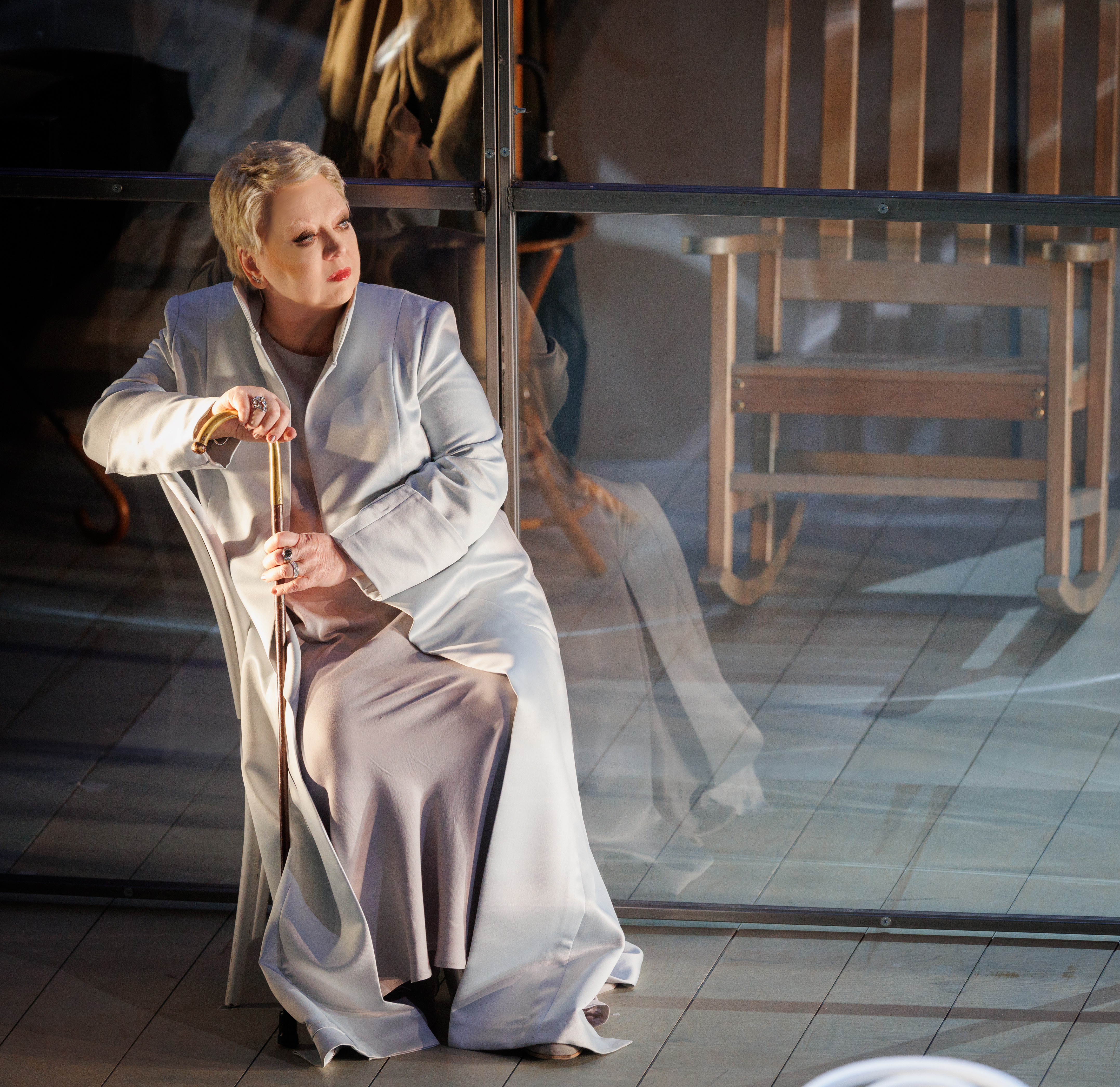
2022년 톱스토노고프 볼쇼이 드라마 극장의 《유령》(연출: 로만 마르홀리아)에서 연기하는 스베틀라나 크류치코바

《유령》은 여러 언어로 수차례 영화화되었고 영화와 텔레비전으로 각색되었다. 무성 영화로는 최소 세 번 각색되었다. 1915년에는 조지 니콜스가 제작자 D. W. 그리피스를 위해 같은 제목의 영화를 연출했으며, 메리 올든과 헨리 B. 월탈이 주연을 맡았다. 같은 해에 러시아에서도 블라디미르 가르딘이 연출과 각색을 맡아 영화화했다. 1918년에는 이탈리아 제작사 밀라노 필름스가 에르메테 자코니와 그의 아내 이네스 크리스티나 자코니가 출연한 《글리 스페트리》(Gli spettri)라는 제목의 각색 영화를 발표했다.
1987년에는 BBC에서 텔레비전으로 방영되었는데, 일라이자 모신스키가 연출을 맡았으며 주디 덴치(알빙 부인 역), 케네스 브래나(오스발트 역), 마이클 갬본(만데르스 목사 역), 너태샤 리처드슨(레기나 역)이 출연했다. 2014년에는 레슬리 맨빌과 잭 로던이 주연한 리처드 아이어의 수상작 런던 무대 각색이 촬영되어 여러 영화관에서 상영되었으며, 온라인으로도 볼 수 있다.

## 주해
1. ↑  이 작품은 오스발트가 아버지로부터 매독을 유전받았다고 암시한다. 하지만 매독은 유전자를 통해 부모로부터 유전되는 것이 아니라 박테리아에 의해 발병하며, 성적 접촉이나 출산 시 산모로부터 아이에게 선천적으로 전염된다.[8] 2013년 리처드 아이어 연출가는 《가디언》지에 다음과 같이 썼다. "입센이 매독의 병리를 잘못 이해했다고 흔히들 말한다. 《유령》에서 오스발트가 의사에게 들은 것처럼 매독이 아버지에서 아들로 유전되는 질병이라고 생각했다는 것이다. 하지만 입센은 로마에서 과학자들과 교류했고(다윈의 저작을 노르웨이어로 번역한 식물학자 JP 야콥센을 포함), 이 병이 성적 접촉을 통해 전염되며 임산부가 태아에게 전염시킬 수 있다는 것을 알고 있었을 가능성이 훨씬 높다. 그는 또한 여성이 자신도 모르는 사이에 보균자가 될 수 있다는 것도 알고 있었고, 아마도 헬렌이 자신이 보균자라는 사실을 알고 있다고 우리가 믿기를 바랐을 것이다. 이는 해석의 문제이다."[9] (입센의 《인형의 집》에 등장하는 랑크 박사 역시 아버지로부터 매독을 유전받았다고 주장하는 인물이다.)[8]